# Julija Dmitrijewna Tichonowa
Julija Dmitrijewna Tichonowa (russisch Юлия Дмитриевна Тихонова; * 8. April 1986 in Schtscholkowo) ist eine ehemalige russische-belarussische Skilangläuferin.

## Werdegang
Tikhonova niahm von 2003 bis 2018 an Wettbewerben der Fédération Internationale de Ski teil. Seit 2007 tritt sie vorwiegend am Eastern Europe Cup an. Dabei kam sie 18-mal unter die ersten Zehn, darunter drei dritte Plätze und belegte in der Saison 2011/12 den siebten Platz in der Gesamtwertung. Ihr erstes Weltcuprennen lief sie im Januar 2010 in Otepää, welches sie mit dem 25. Platz beendete und damit auch ihre ersten Weltcuppunkte holte. Bei den russischen Skilanglaufmeisterschaften 2011 in Tjumen gewann sie Bronze im 15-km-Verfolgungsrennen. Im Februar 2011 erreichte sie in Rybinsk mit dem dritten Platz in der Staffel ihren einzigen Podestplatz im Weltcup. Die Tour de Ski 2011/12 beendete sie auf dem 32. Platz in der Gesamtwertung. Bei den nordischen Skiweltmeisterschaften 2013 im Val di Fiemme kam sie auf den 32. Platz im 30-km-Massenstartrennen. Bei den russischen Skilanglaufmeisterschaften 2013 in Syktyvkar holte sie Bronze im Sprint und Gold im 30-km-Massenstartrennen. Die Tour de Ski 2013/14 beendete sie mit dem 40. Platz in der Gesamtwertung. Im Januar 2014 erreichte sie den zweiten Platz beim Dolomitenlauf und gewann eine Woche später den Marcialonga. Beim La Sgambeda im Dezember 2014 belegte sie den dritten Platz. Bei den nordischen Skiweltmeisterschaften 2015 in Falun errang sie den 40. Platz im 30-km-Massenstartrennen. In der Saison 2015/16 belegte sie den 28. Platz bei der Nordic Opening in Ruka und den 37. Rang bei der Tour de Ski 2016. Im April 2016 siegte sie beim Ugra Ski Marathon. In der folgenden Saison siegte im Eastern-Europe-Cup in Minsk im Sprint und belegte zudem jeweils den zweiten Platz über 10 km Freistil und über 10 km klassisch. Ihre besten Platzierungen bei den nordischen Skiweltmeisterschaften 2017 in Lahti waren der 30. Platz im 30-km-Massenstartrennen und der 11. Rang zusammen mit Polina Seronossowa im Teamsprint. Ihre besten Platzierungen bei den Olympischen Winterspielen 2018 in Pyeongchang waren der 35. Platz im Sprint und der 14. Rang mit der Staffel.

## Erfolge

### Siege bei Continental-Cup-Rennen
| Nr. | Datum           | Ort   | Disziplin       | Serie              |
| --- | --------------- | ----- | --------------- | ------------------ |
| 1.  | 13. Januar 2017 | Minsk | Sprint Freistil | Eastern Europe Cup |

### Siege bei Worldloppet-Cup-Rennen
Anmerkung: Vor der Saison 2015/16 hieß der Worldloppet Cup noch Marathon Cup.
| Nr. | Datum           | Ort                          | Rennen            | Disziplin                     |
| --- | --------------- | ---------------------------- | ----------------- | ----------------------------- |
| 1.  | 26. Januar 2014 | Val di Fiemme / Val di Fassa | Marcialonga       | 70 km klassisch Massenstart 1 |
| 2.  | 2. April 2016   | Chanty-Mansijsk              | Ugra Ski Marathon | 50 km Freistil Massenstart    |

## Platzierungen im Weltcup

### Weltcup-Statistik
Die Tabelle zeigt die erreichten Platzierungen im Einzelnen.
- 1.–3. Platz: Anzahl der Podiumsplatzierungen
- Top 10: Anzahl der Platzierungen unter den ersten zehn
- Punkteränge: Anzahl der Platzierungen innerhalb der Punkteränge
- Starts: Anzahl gelaufener Rennen in der jeweiligen Disziplin
- Hinweis: Bei den Distanzrennen erfolgt die Einordnung gemäß FIS.

| Platzierung         | Distanzrennen a | Distanzrennen a | Distanzrennen a | Distanzrennen a | Distanzrennen a | Skiathlon Verfolgung | Sprint | Etappen- rennen b | Gesamt | Team c | Team c  |
| Platzierung         | ≤ 5 km          | ≤ 10 km         | ≤ 15 km         | ≤ 30 km         | > 30 km         | Skiathlon Verfolgung | Sprint | Etappen- rennen b | Gesamt | Sprint | Staffel |
| ------------------- | --------------- | --------------- | --------------- | --------------- | --------------- | -------------------- | ------ | ----------------- | ------ | ------ | ------- |
| 1. Platz            |                 |                 |                 |                 |                 |                      |        |                   |        |        |         |
| 2. Platz            |                 |                 |                 |                 |                 |                      |        |                   |        |        |         |
| 3. Platz            |                 |                 |                 |                 |                 |                      |        |                   |        |        | 1       |
| Top 10              |                 |                 |                 |                 |                 |                      |        |                   |        | 1      | 4       |
| Punkteränge         | 1               | 9               | 2               |                 |                 | 8                    | 1      | 1                 | 22     | 1      | 6       |
| Starts              | 8               | 22              | 5               | 1               |                 | 23                   | 16     | 5                 | 80     | 1      | 6       |
| Stand: Karriereende |                 |                 |                 |                 |                 |                      |        |                   |        |        |         |

### Weltcup-Gesamtplatzierungen
| Saison  | Gesamt | Gesamt | Distanz | Distanz | Sprint | Sprint |
| Saison  | Punkte | Platz  | Punkte  | Platz   | Punkte | Platz  |
| ------- | ------ | ------ | ------- | ------- | ------ | ------ |
| 2009/10 | 16     | 96.    | 16      | 70.     | -      | -      |
| 2011/12 | 14     | 95.    | 14      | 65.     | -      | -      |
| 2011/12 | 50     | 62.    | 50      | 47.     | -      | -      |
| 2012/13 | 50     | 69.    | 50      | 49.     | -      | -      |
| 2013/14 | 18     | 96.    | 18      | 64.     | -      | -      |
| 2014/15 | -      | -      | -       | -       | -      | -      |
| 2015/16 | 25     | 74.    | 19      | 51.     | -      | -      |
| 2016/17 | 48     | 68.    | 26      | 61.     | 22     | 49.    |